# Mayorga (Valladolid)
Mayorga ist eine 1.409 Einwohner (Stand: 2024) zählende Kleinstadt und Gemeinde (municipio) in der Provinz Valladolid und der Region Kastilien-León im Norden Spaniens.

## Lage
Mayorga liegt in einer Höhe von ca. 775 Metern ü. d. M. am Río Cea im Nordwesten der Provinz Valladolid unweit der Grenze zur westlichen Nachbarprovinz León. Die Provinzhauptstadt Valladolid befindet sich ca. 80 Kilometer (Fahrtstrecke) südöstlich; die am Jakobsweg (Camino Francés) gelegene Kleinstadt Sahagún liegt etwa 31 Kilometer nordöstlich.

## Bevölkerungsentwicklung
| Jahr      | 1960  | 1970  | 1981  | 1991  | 2001  | 2011  |
| Einwohner | 2.364 | 2.108 | 1.715 | 1.639 | 1.771 | 1.937 |

Bis zu den 1980er Jahren hatte die Gemeinde stets deutlich über 2.000 Einwohner.

## Wirtschaft
Die Landwirtschaft, zu der auch ein wenig Viehzucht (z. B. Schweine, Hühner) gehörte, spielte seit jeher die wichtigste Rolle für die Bevölkerung der Region; im Ort selber entwickelten sich auch Handwerk, Handel und Dienstleistungsgewerbe. In der zweiten Hälfte des 20. Jahrhunderts hat der Tourismussektor eine gewisse Bedeutung als Einnahmequelle des Ortes erlangt.

## Geschichte
Die Region gehörte in vorrömischer Zeit zum Siedlungsgebiet der Vaccaei; Claudius Ptolemäus erwähnt später einen Ort mit Namen Meóriga, der mit Mayorga gleichgesetzt wird. Im frühen und hohen Mittelalter spielte der Ort eine nicht unbedeutende Rolle als Grenzstadt zum Königreich León, zu dem es zeitweise sogar gehörte. Im 13. Jahrhundert befand sich der Ort vorübergehend im Besitz des Hauses Castro und unter der Grundherrschaft (señorio) des – inzwischen zerstörten – Zisterzienserklosters Santa María de Sobrado. Spätestens im 14. Jahrhundert wurde Mayorga von einer Stadtmauer umgeben.

## Sehenswürdigkeiten

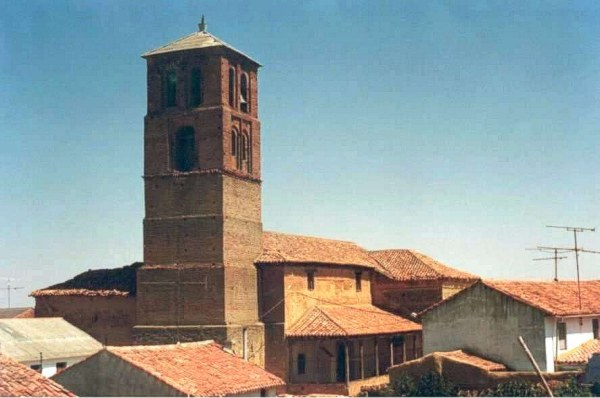
Iglesia Santa María de Arbas

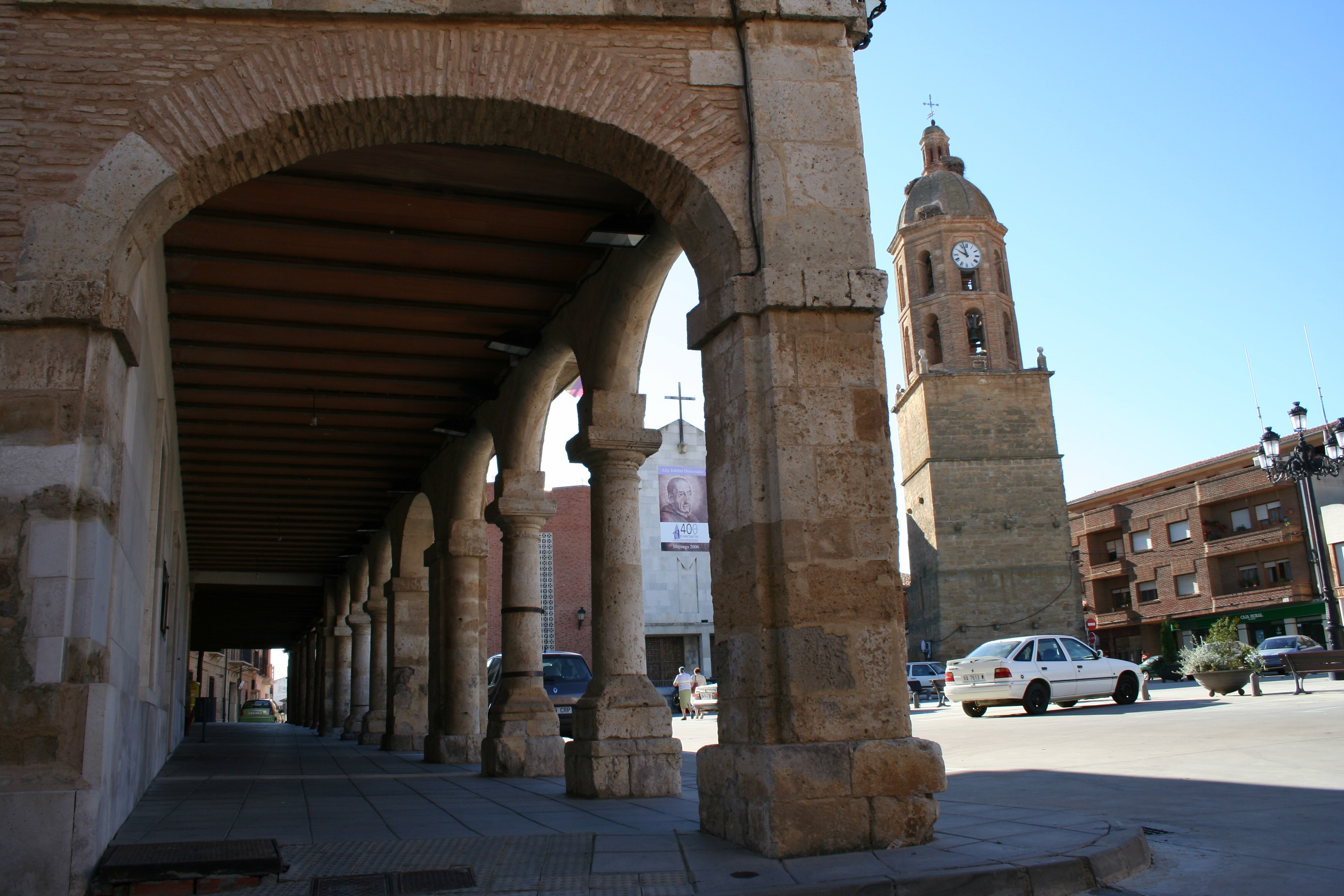
Rathausarkaden und Turm von San Salvador

- Von den mittelalterlichen Stadtmauer sind nur wenige Teile erhalten – darunter ein Tor, welches gemeinhin nur El Arco (‚der Bogen‘) genannt wird.
- Die in großen Teilen aus Ziegelsteinen gemauerte Kirche Santa María de Arbas ist ein Zeugnis des Mudéjar-Stils in der Region, zu dem in erster Linie die Kirchenbauten von Sahagún zu zählen sind. Der markante Glockenturm ist weitgehend schmucklos; der Eingang zur Kirche befindet sich in der Südvorhalle (portico). Zur Ausstattung der Kirche gehören zwei Barockaltäre und die Heiligenfiguren von San Antón und San Roque.
- Die beiden aus dem 15. Jahrhundert stammenden Kirchen Santa Marina und Santa María del Mercado sind ebenfalls größtenteils aus Ziegelsteinen erbaut.
- Von der barocken Kirche San Salvador steht nur noch der unten quadratische, oben oktogonale und in einer Kuppel mit Laterne schließende Glockenturm aus dem 18. Jahrhundert. Die Kirche selbst wurde in den 1970er Jahren komplett neu gebaut. In ihrem Innern birgt sie ein außergewöhnliches spätgotisches Altarretabel mit Bildern des Meisters von Palanquinos (Foto → Weblink), das ursprünglich in der Kirche Santa María de Arbas stand.
- Eine imposante Gerichtssäule (rollo) aus dem 17. Jahrhundert ist als Zeichen der weitgehenden Selbständigkeit der kleinen Stadt zu werten.
- Das Rathaus (ayuntamiento) befindet sich in einem zweigeschossigen arkadengesäumten Stadtpalast aus derselben Zeit.
- Im Herzen der Stadt befindet sich das Museo del Pan, welches sich ganz der Herstellung und Geschichte des Grundnahrungsmittels Brot verschrieben hat.

## Feste
Abgesehen von den üblichen Festtagen feiern die Bewohner von Mayorga alljährlich am 27. September mit großem Aufwand den Tag der Übertragung eines Teils der Reliquien des hl. Toribio (s. u.).

## Persönlichkeiten
- Toribio de Mogrovejo (1538–1606), Erzbischof von Lima; im Jahr 1726 von Papst Benedikt XIII. heiliggesprochen
- Francisco de Quiñones (1540–1605?), zeitweise Gouverneur von Chile